# Zimiromus eberhardi
Zimiromus eberhardi Platnick & Shadab, 1976 è un ragno appartenente alla famiglia Gnaphosidae.

## Etimologia
Il nome della specie è in onore dell'entomologo ed aracnologo statunitense William Eberhard che ne raccolse i primi esemplari il 10 settembre 1969.

## Caratteristiche
L'olotipo maschile rinvenuto ha lunghezza totale è di 4,32mm; la lunghezza del cefalotorace è di 1,67mm; e la larghezza è di 1,33mm.

## Distribuzione
La specie è stata reperita nella Colombia occidentale: l'olotipo maschile è stato rinvenuto nei pressi di Cali, appartenente al dipartimento di Valle del Cauca.

## Tassonomia
Al 2016 non sono note sottospecie e dal 1976 non sono stati esaminati nuovi esemplari.